# Международная премия в области прав человека имени Каддафи
Международная премия в области прав человека имени Каддафи — ежегодная премия в области прав человека, учреждённая Всеобщим народным конгрессом Ливии в конце 1988 года в знак признательности Муаммару Каддафи за его «роль в твёрдом установлении принципа прямой демократии, его настойчивой борьбе, отличительном вдохновении и постоянном подстрекательстве к консолидации человеческой свободы и к изданию Великого Зелёного документа в эпоху масс с целью воздать дань уважения символическим фигурам борьбы и веры в ценности свободы для всех людей, нации, групп и отдельных лиц».
Каддафи предоставил первоначальный грант в размере 10 миллионов долларов США находящемуся в Швейцарии фонду «Север-Юг XXI», который позже распорядился пожертвованием призов. Сумма призового фонда составила 250 000 долларов США (в случае нескольких получателей призовые деньги были разделены). Премия была вручена международным комитетом под председательством бывшего президента Алжира Ахмеда бен Беллы. Сам Каддафи не имел права голоса в выборе победителя.
Премия была прекращена в 2011 году после свержения и убийства Каддафи во время гражданской войны в Ливии.
Критика организации включает репортаж Swiss TV, в котором утверждается, что «премия Каддафи за права человека является инструментом пропаганды диктатора... Среди лауреатов — многочисленные отрицатели Холокоста и деспоты», в то время как другие группы заявили, что это способствует «антиамериканской и антизападной ненависти». 

## Список получателей
| Год  | Фото                                                                          | Получатель/Получатели                                                       |
| ---- | ----------------------------------------------------------------------------- | --------------------------------------------------------------------------- |
| 1989 |                                                                               | Нельсон Мандела                                                             |
| 1990 |                                                                               | Дети Палестины                                                              |
| 1991 |                                                                               | Коренные народы Америки                                                     |
| 1992 |                                                                               | Африканский центр борьбы со СПИДом                                          |
| 1993 |                                                                               | Дети Боснии и Герцеговины                                                   |
| 1994 |                                                                               | Союз правозащитных обществ и народов Африки                                 |
| 1995 |                                                                               | Ахмед бен Белла                                                             |
| 1995 | Франсишку да Кошта Гомиш                                                      |                                                                             |
| 1996 |                                                                               | Луис Фаррахан                                                               |
| 1997 |                                                                               | Грейслин Смоллвуд, Мельба Эрнандес, Манал Юнес Абдул-Раззак, Дорин МакНалли |
| 1997 | Мельхиор Ндадайе                                                              |                                                                             |
| 1997 | Мельба Эрнандес                                                               |                                                                             |
| 1997 | Манал Юнес Абдул-Раззак                                                       |                                                                             |
| 1997 | Дорин Макналли                                                                |                                                                             |
| 1998 |                                                                               | Фидель Кастро                                                               |
| 1999 |                                                                               | Дети Ирака                                                                  |
| 2000 |                                                                               | Соха Бишара                                                                 |
| 2000 | Жозеф Ки-Зербо                                                                |                                                                             |
| 2000 | Эво Моралес                                                                   |                                                                             |
| 2000 | Движение сентября                                                             |                                                                             |
| 2000 | Центр третьего мира                                                           |                                                                             |
| 2002 |                                                                               | Мамаду Н’Диай                                                               |
| 2002 | Роже Гароди                                                                   |                                                                             |
| 2002 | Ибрагим Аль-Куни                                                              |                                                                             |
| 2002 | Жан Циглер (временно отклонял награду, но позже выяснилось, что он её принял) |                                                                             |
| 2002 | Надим Аль-Баттар                                                              |                                                                             |
| 2002 | Али М. Альмосрати                                                             |                                                                             |
| 2002 | Хайфа М. Аттелизи                                                             |                                                                             |
| 2002 | Мохамед А. Альшериф                                                           |                                                                             |
| 2002 | Али Фахми Хшим                                                                |                                                                             |
| 2002 | Раджаб Муфтах Абодабос                                                        |                                                                             |
| 2002 | Мохамед Мофтах Эльфитори                                                      |                                                                             |
| 2002 | Али Соджи Абдулгадер                                                          |                                                                             |
| 2002 | Ахмед Ибрагим Эльфагие                                                        |                                                                             |
| 2003 |                                                                               | Шенуда III                                                                  |
| 2004 |                                                                               | Уго Чавес                                                                   |
| 2005 |                                                                               | Махатхир Мохамад                                                            |
| 2006 |                                                                               | Эво Моралес                                                                 |
| 2007 |                                                                               | Библиотеки Томбукту                                                         |
| 2008 |                                                                               | Доминик Минтофф                                                             |
| 2009 |                                                                               | Даниэль Ортега                                                              |
| 2010 |                                                                               | Реджеп Тайип Эрдоган                                                        |

## Выпуск почтовых марок
Государственная компания почт и телекоммуникаций посвятила выпуск почтовых марок Премии Каддафи за права человека в 1994 году (дата выпуска — 31 декабря). Выпуск состоит из мини-листа с шестнадцатью марками.
Каждая горизонтальная полоса из четырех марок посвящена определённой тематике:
- Нельсон Мандела
- Коренные народы Америки
- Боснийская война
- Интифада в Палестине